# Олександрович Володимир Осипович
Олександрович Володимир Осипович (5 листопада 1870, Волинська губернія, Російська імперія — 25 січня 1919, місто Лубни, Лубенський повіт, Полтавська губернія, Російська імперія) — генеральний хорунжий Армії Української Держави.

## Життєпис
Походив з Волині. 
Закінчив Володимирський Київський кадетський корпус, 3-тє військове Олександрівське училище (у 1892 році), Офіцерську стрілецьку школу. Служив у лейб-гвардії Литовському полку, у складі якого вирушив на Першу світову війну. Був поранений та контужений, нагороджений Георгієвською зброєю. З 24 червня 1917 року — генерал-майор, остання посада — командир бригади 162-ї піхотної дивізії.
З 8 червня 1918 року — начальник 12-ї пішої дивізії Армії Української Держави. Під час протигетьманського повстання був захоплений повстанцями. Розстріляний у Лубнах з наказу місцевого коменданта за звинуваченням в участі у боротьбі проти учасників Таращансько-Звенигородського повстання.